# Ехидна Наклз
Ехидна Наклз (яп. ナックルズ・ザ・エキドゥナ Наккурудзу дза Экидуна, англ. Knuckles the Echidna) — персонаж видеоигр, телешоу и комиксов серии Sonic the Hedgehog. Его прозвища — «Knuckie», «Rad Red», «Red Storm», «Knux» и «Knucklehead». Создан Такаси Юдой. Первое появление — игра Sonic the Hedgehog 3.
Наклз — красная антропоморфная ехидна, чьи иглы похожи на причёску из многочисленных коротких дредов. На его кулаках выделяются увеличенные костяшки пальцев (по 2 на каждой руке), отсюда и его имя (англ. knuckle — кулак). Он происходит из древнего клана ехидн, в котором также в своё время были вождь Пачакамак и Тикал. Упоминается, что Наклз — последний представитель своего клана. Ранее по официальным данным с японского сайта Sega Наклзу было 16 лет, но после выхода Sonic Frontiers информация о возрасте всех персонажей была удалена.
В Sonic the Hedgehog 3 и Sonic & Knuckles можно заметить различие между игровыми и неигровыми спрайтами Наклза: играбельный Наклз  предстаёт в ярко-красном цвете с зелёными носками, а неиграбельный — как красно-розовый с жёлтыми носками. Это связано с ограничениями цветовой палитры.
Впервые был представлен в Sonic the Hedgehog 3, но при совмещении картриджа Sonic the Hedgehog 2 с картриджем Sonic & Knuckles с задействованной технология Lock-On, появлялся и в Sonic the Hedgehog 2 как играбельный персонаж. В портах на мобильные устройства и в сборнике Sonic Origins изначально доступен как играбельный персонаж в Sonic the Hedgehog 2, а также в Sonic the Hedgehog и Sonic CD (только в Sonic Origins Plus).

## Личность
Наклз — целомудренная, упорная, всецело отданная своему долгу личность. Он всегда очень серьёзен, чем подчеркивает свою противоположность беззаботному Сонику. Подобно тому, что ёж олицетворяет ветер, Наклз олицетворяет скалу. Очень доверчив, этим часто пользуется Эггман. Любит считать себя независимым, но ему нередко приходится действовать совместно с Соником, что не вызывает особого энтузиазма ни у первого, ни у второго (несмотря на то, что они закадычные друзья). Из-за своей натуры Наклз чаще всего остаётся одиноким. С другой стороны, расстройства по этому поводу он никогда не выказывает — он готов выполнять свой долг — охранять Мастер Изумруд — хоть целую вечность, если понадобится, что и было показано в мультсериале Sonic X.

## Силы и способности
Наклз — один из самых сильных персонажей серии. Его сила позволяет ему, например, пробивать дыры в толстой стали, разбивать камни на маленькие кусочки и поднимать предметы, во много раз превышающие его собственный размер и вес. Он умеет парить в воздухе, карабкаться по вертикальным поверхностям и закапываться в стены и землю (с помощью боевых рукавиц или когтей для копания). В нескольких основных сюжетных линиях он также обладает такими способностями энергии Хаоса, как открытие порталов; возможность ощущать присутствие Изумрудов Хаоса на расстоянии; доступ к энергии Мастер Изумруда. В отличие от Соника, Наклз умеет плавать. Также он, как Соник, умеет делать Spin Dash и Spin Jump. В Sonic X во втором сезоне он демонстрировал вихревую атаку, подобно вихревому пинку Руж, а также во втором и третьем сезонах — парное вращение с Соником.
Игра Sonic & Knuckles (для Sega Mega Drive) впервые продемонстрировала Супер Наклза, по силе идентичного с Супер Соником, и так же быстро бегающего и испускающего искры при беге. Чтобы получить супер-форму, нужно собрать 7 изумрудов Хаоса. Отличие их заключается в цвете: Супер Наклз не золотой, а бело-розовый. Также в супер-форме он карабкается по стенам быстрее.
В Sonic 3 & Knuckles также, после сбора 7 изумрудов Хаоса и 7 Супер изумрудов, Наклз примет гипер-форму. Внешне он не изменится, но при движении будет видно искажение (2 голограммы), аналогично Гипер Сонику. В гипер-форме Наклз может дышать под водой. Главной особенностью Гипер Наклза является возможность, летя с определённой скоростью и вцепляясь в стену, создавать малое землетрясение, уничтожающее всех врагов в пределах видимости.

## В других медиа

### Комиксы
- В комиксах Archie Comics, Наклз — восемнадцатый страж Острова Ангелов и член Братства стражей. Он родился с невероятными способностями благодаря воздействию Изумруда Хаоса на его ДНК. Наклз воспитывался своим отцом и учился самостоятельности. Он присоединился к войнам против Роботника и раскрыл тайны своего происхождения. Сила хаоса Наклза вышла из-под контроля, превратив его в Хаоса Наклза. Эта форма дала ему божественную силу, но почти без контроля. В итоге Наклз погиб, сражаясь с Могулом, но вернулся к жизни благодаря силе Хаоса. Он пожертвовал качеством «живого Изумруда Хаоса» и стал слабее, пока энергия Мастера Изумруда не восстановила его силы. Связь Наклза с Силой Хаоса была использована доктором Финитевусом, который превратил его в Энерджака. После восстановления Наклз потерял почти всех ехидн на Мобиусе, пытаясь победить Тасманийского дьявола.
- В комиксах Sonic the Comic, Наклз был лидером армии ехидн под командованием Почакамака. 8000 лет назад он сражался с драконами. Предположительно, Наклз был помещён в анабиоз и дожил до наших дней без воспоминаний о своей прошлой жизни. Он поселился на Плавающем острове и охранял Изумруды Хаоса в одиночку. Наклз страдает от неопределённости судьбы своего народа. Когда Роботник потерпел крушение на острове, Наклз позволил ему восстановить Яйцо Смерти II и помог в битве с Соником. Он украл Изумруды Хаоса ежа, чтобы объединить их с собственными. Наклз скрыл наличие Серого Изумруда и использовал его, чтобы победить Роботника. С тех пор Наклз стал союзником Борцов за Свободу в битвах с Роботником. Он помешал доктору Захари уничтожить Мобиус, устранял ущерб Плавающему острову и предотвратил превращение беженцев Изумрудного Холма в органический компьютер. После свержения Роботника Наклз помогал Сонику и его друзьям справляться с угрозами, такими как экологический коллапс и появление Хаоса.
- В комиксах IDW Publishing прошлое Наклза схоже с его игровой версией. После войны с Эггманом он остался управлять Сопротивлением, но Эми взяла на себя большинство обязанностей. Наклз помог победить разрозненные группы Бадников и отвоевать Баррикейд-Таун вместе с Соником. Нео Метал Соник захватил Остров Ангела и Мастер Изумруд. Вместе с друзьями Наклз победил Метал Соника и вернул себе остров, решив распустить Сопротивление. Во время пандемии Метал Вируса Наклз защищал свой остров от Зомботов и помогал Сонику и членам Восстановления.

### Кино
Ехидна Наклз появляется в кинематографической вселенной «Соника в кино» и был озвучен Идрисом Эльбой. Впервые Наклз появился в фильме «Соник 2 в кино», премьера которого состоялся 8 апреля 2022 года. По фильму Наклз скитался по галактике в поисках ежа Соника, который был учеником последней совы, с которыми воевали ехидны, Длинного Когтя, чтобы вернуть «Абсолютную силу» на родину своего народа. В конце концов, это приводит его на планету грибов, где встречает доктора Айво Роботника, который приводит его на Землю, где находился Соник.

### Мультсериалы
- В мультсериале Sonic Underground Наклз был хранителем Изумруда Хаоса на Плавающем острове и наставником своего прадеда Атайра. В детстве королева Алина предсказала, что он станет союзником её детей Соника, Мэника и Сони в борьбе против доктора Роботника. Спустя годы Наклз столкнулся с Слитом и Динго, которые обманом заставили его думать, что Соник, Мэник и Соня хотят украсть Изумруд. Когда ежи пришли на остров, чтобы найти свою мать, Наклз напал на них, но Соник спас его. После выяснения обстоятельств ехидна и ежи объединились, чтобы вернуть Изумруд, украденный злодеями до падения острова, и стали союзниками, которых хотела Алина. Когда доктор Роботник нашёл ещё один Изумруд, Наклз помог героям вернуть его и сдержать разбушевавшуюся силу.
- В мультсериале «Соник Икс» Наклз живёт на параллельной от Земли планете с Мастером Изумрудом. Во время битвы с Эггманом он оказывается в человеческом мире. Предпочитая действовать самостоятельно, ехидна проводит время на Земле, сражаясь с Эггманом и заводя друзей. Когда Остров Ангела переносится на Землю, Наклз возвращается к охране Изумруда и помогает Сонику с угрозами. Затем они возвращаются домой, узнав, что их присутствие замораживает время. Через полгода Наклза просят присоединиться к Сонику и его команде в борьбе с Метарексами. Во время битвы ехидна жертвует Изумрудом, чтобы победить лидера Метарексов.
- В мультсериале «Соник Прайм» Наклз — один из лучших друзей Соника. Из-за инцидента с Призмой Парадокса Наклз перемещается из Шаттервёрс в другие измерения и разделяется на несколько альтернативных двойников.

## Музыкальные темы
- В играх Sonic Adventure и Sonic Adventure 2, музыкальная тема Наклза — «Unknown from M.E.». В Sonic Adventure песня исполнена Марлоном Сандерсом и Dread Fox (она также звучит в игре Sonic and the Black Knight). В Sonic Adventure 2 исполнена Марлоном Сандерсом и Hunnid-P.
- В игре Sonic Heroes тема Наклза, Соника и Тейлза — «We Can», исполненная Тедом Поли и Тони Харнеллом. Про Наклза поётся в строчке: «And Knuckles by our side, makes this a safer ride».
- В игре Sonic Riders инструментальная тема Наклза, Соника и Тейлза — «High Flying Groove», а в сиквеле — «Un-Gravity».
- У Наклза есть собственная музыкальная тема в играх Sonic the Hedgehog 3 и Sonic & Knuckles.
- Также есть тема «K. T. E. Cypher», исполненная Hunnid P и Doryan Nelson.

## Оценки критиков
В официальном опросе, проведённом в 2006 году, Наклз занял четвёртое место по популярности среди персонажей серии Sonic the Hedgehog. Леон Макдональд из PALGN в своём списке «10 лучших помощников из видеоигр» поместил персонажа на пятое место. Он отметил трагическую судьбу Наклза (необходимость охраны Изумрудов Хаоса всю жизнь) и сравнив ехидну с другими приятелями Соника (Бигом, Тейлзом, Шэдоу и Эми), назвал его «самым нормальным» среди них, что по словам Макдональда включает и озвучивание.
Согласно IGN поклонники «казались законно счастливыми» после добавления Наклза, который стал достаточно популярен, но персонажи, которые появились после него, были уже лишними. Однако в другой статье от IGN отмечается, что даже Наклз и Тейлз являются ненужными персонажами, которые сделали серию «ненадёжной».